# Ильмий, Абляким
Абляки́м Ильми́й (Ильми́; крымскотат. Ablâkim İlmiy; 1887, Эски-Эль — 1947, Меджидия) — крымскотатарский писатель, журналист, общественный деятель, педагог.

## Биография
Родился в 1887 году в селе Эски-Эль Дуванкойской волости Симферопольского уезда Таврической губернии (ныне село Вишнёвое, Севастополь). Учился в сельской начальной школе, затем в средней школе в Бахчисарае. Продолжил обучение в Стамбуле. В Турции стал членом тайной организации крымскотатарских студентов «Талебе джемиети» («Общество учеников»), познакомился с деятелями крымскотатарского национального движения Дж. Сейдаметом, Номаном Челебиджиханом, Абибуллою Одабашем.
Знаковым произведением для молодого автора стал исторический перевод книги «Розовый цветник ханов или История Крыма» (тур. Gülbün-i hânân yahud Kırım tarihı) — историческое произведение посвященный истории Крымского ханства написанное в 1811 году староосманским принцем из рода Гиреев Халимом Гераем. В 1909 году Абляким Ильмий издал свой перевод с комментариями и разъяснениями в Стамбуле, находясь под влиянием участников патриотического движения крымчаков.
В 1914 году Абляким Ильмий вернулся в Крым. Работал ректором Тавдаирского медресе. Начал печатать свои прозаические произведения в журнале «Терджиман». Благосклонные отзывы, в частности, получил его рассказ «Сынок, Чубаре» (1914), посвящённый событиям Первой мировой войны.
В 1916 году некоторое время возглавлял газету «Терджиман» («Переводчик»). В 1917 году начал самостоятельно издавать газету «Къырым оджагъы» («Очаг Крыма»), принимал активное участие в политической жизни Крыма. В этом же году на Первом курултае крымскотатарского народа вместе с А. Айвазовым, Дж. Аблаевым был избран в Президиум Первого национального парламента.
В 1918 году работал учителем географии в Зынджырлы-медресе — учебном заведении в Бахчисарае. Позднее работал в одном из крымских детских домов.
До 1923 года в периодике вообще не упоминается имя Аблякима Ильмия. В 1926 году в журнале «Илери» начинают печатать его повесть «Воспоминания о голоде», однако 2 декабря 1928 года он был арестован и приговорён к пяти годам по обвинению в национализме.
После отбытия наказания Ильмий работает стекольщиком и длительное время не проживал в Крыму. Лишь 1942 году при оккупации, когда в селе Албат Крымским мусульманским комитетом был открыт лицей, он вернулся к педагогической деятельности. Преподавал в лицее географию и историю.
Перед приходом в Крым Красной армии выехал в Румынию, где и умер в 1947 году. Похоронен на татарском кладбище города Меджидия.

## Память
В честь писателя названа улица Аблякима Ильми в бахчисарайском микрорайоне Ханчайыр.